# Jim Corr
James Steven Ignatius „Jim” Corr (n. 31 iulie 1964, Dundalk, Leinster⁠(d), Irlanda) este un cântăreț, muzician și compozitor irlandez. Face parte din formația folk/rock irlandeză The Corrs, celelalte membre fiind surorile sale mai mici Andrea Corr, Sharon Corr și Caroline Corr.

## Cariera muzicală
Corr a luat mai întâi lecții de chitară în orașul său natal, Dundalk. Prietenul său, Anthony Boyle, i-a arătat cum să-și tuneze chitara. Corr poate cânta la chitară electrică, acustică, la acordeon, la pian și la sintetizator. A avut de asemenea un rol activ în producerea albumelor  formației The Corrs.

## Legături externe
Materiale media legate de Jim Corr la Wikimedia Commons